# 艾瑟尔斯泰恩
艾瑟尔斯泰恩（荷蘭語：IJsselstein）是荷蘭的一個城市和市镇，在行政區劃上屬於烏德勒支省。艾瑟尔斯泰恩在1331年獲得了城市地位。艾瑟尔斯泰恩是烏德勒支主要的衛星城之一。

## 外部連結
- 维基共享资源上的相關多媒體資源：艾瑟尔斯泰恩
- 官方网站